# Eugen Neutert

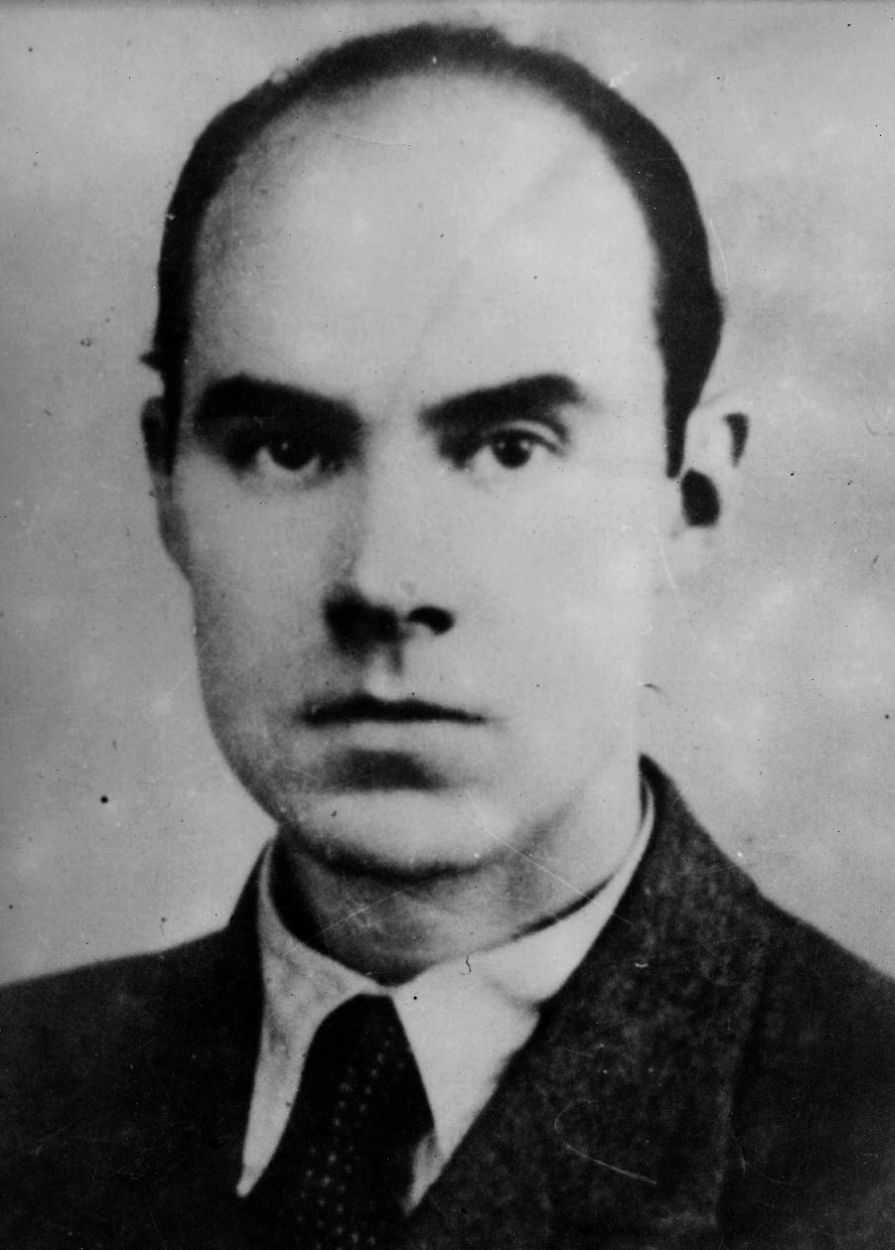
Eugen Neutert

Eugen Eduard Neutert (Berlino, 19 marzo 1905 – Berlino, 9 settembre 1943) è stato un militante comunista e combattente nella resistenza contro il regime nazista.

## Biografia
Nato a Berlino, emigrò in Brasile nel 1923 e tornò in patria solo nel 1926. Per la sua appartenenza al Partito Comunista di Germania (KPD) fu licenziato dall'impiego come elettricista nel 1928 e trovò lavoro come massaggiatore.
Dopo l'ascesa al potere del Partito Nazista nel 1933, fu attivo nella resistenza comunista. Fu arrestato il 16 settembre 1936 e condannato a due anni e mezzo di reclusione dal Tribunale del Popolo, scontati nella prigione di Brandeburgo e di Amberg in Baviera.

Tornato in libertà nella primavera del 1939, continuò le sue attività con la resistenza clandestina in contatto con Robert Uhrig e Beppo Römer. Grazie a Hans Coppi entrò a far parte del gruppo di Wilhelm Schürmann-Horster nell'Orchestra Rossa; si occupò principalmente della produzione e della distribuzione degli scritti del gruppo e della stampa di Die innere Front, il giornale illegale pubblicato dall'Orchestra Rossa.

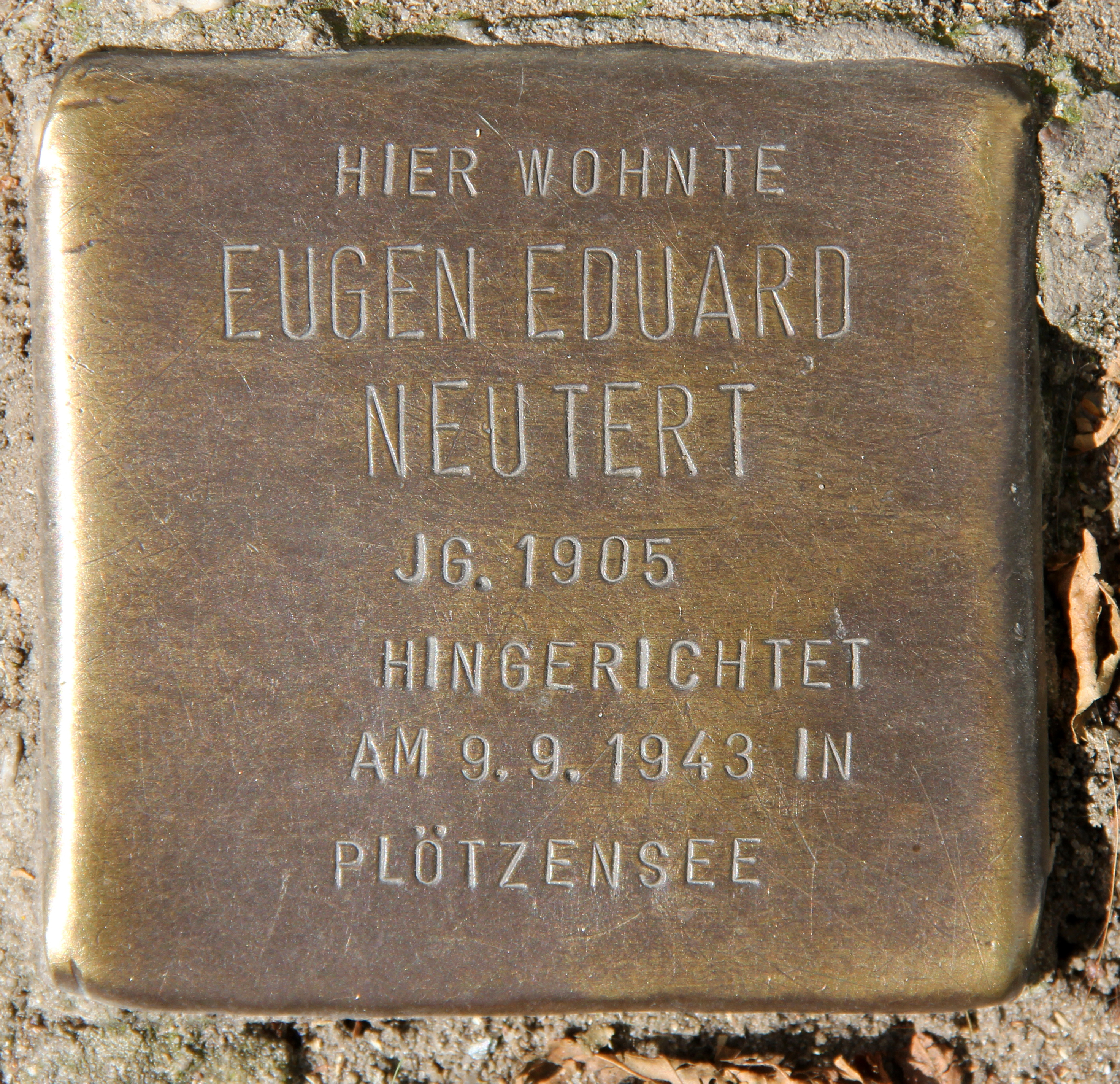
Pietra d'inciampo a Berlino

Il 23 ottobre 1942, fu nuovamente arrestato, condannato a morte dal Tribunale del Popolo nell'agosto del 1943 e giustiziato per impiccagione nella prigione di Plötzensee il 9 settembre dello stesso anno.

## Memoria
A Berlino, in Richard-Sorge-Straße 65 nel quartiere Friedrichshain, l'indirizzo in cui viveva, è stata posizionata una pietra d'inciampo.